# ورزشگاه بصره
ورزشگاه بصره (عربی: مدينة البصرة الرياضية) یک ورزشگاه چندمنظوره در شهر بصره، عراق است.
این ورزشگاه که در سال ۲۰۰۹ شروع به ساخت شده در سال ۲۰۱۳ میلادی به بهره‌برداری رسیده است، ظرفیت ورزشگاه بصره ۶۵٬۲۲۷ نفر است.                                       ورزشگاه بصره از بزرگترین ورزشگاه های کشور عراق است .

## نگارخانه

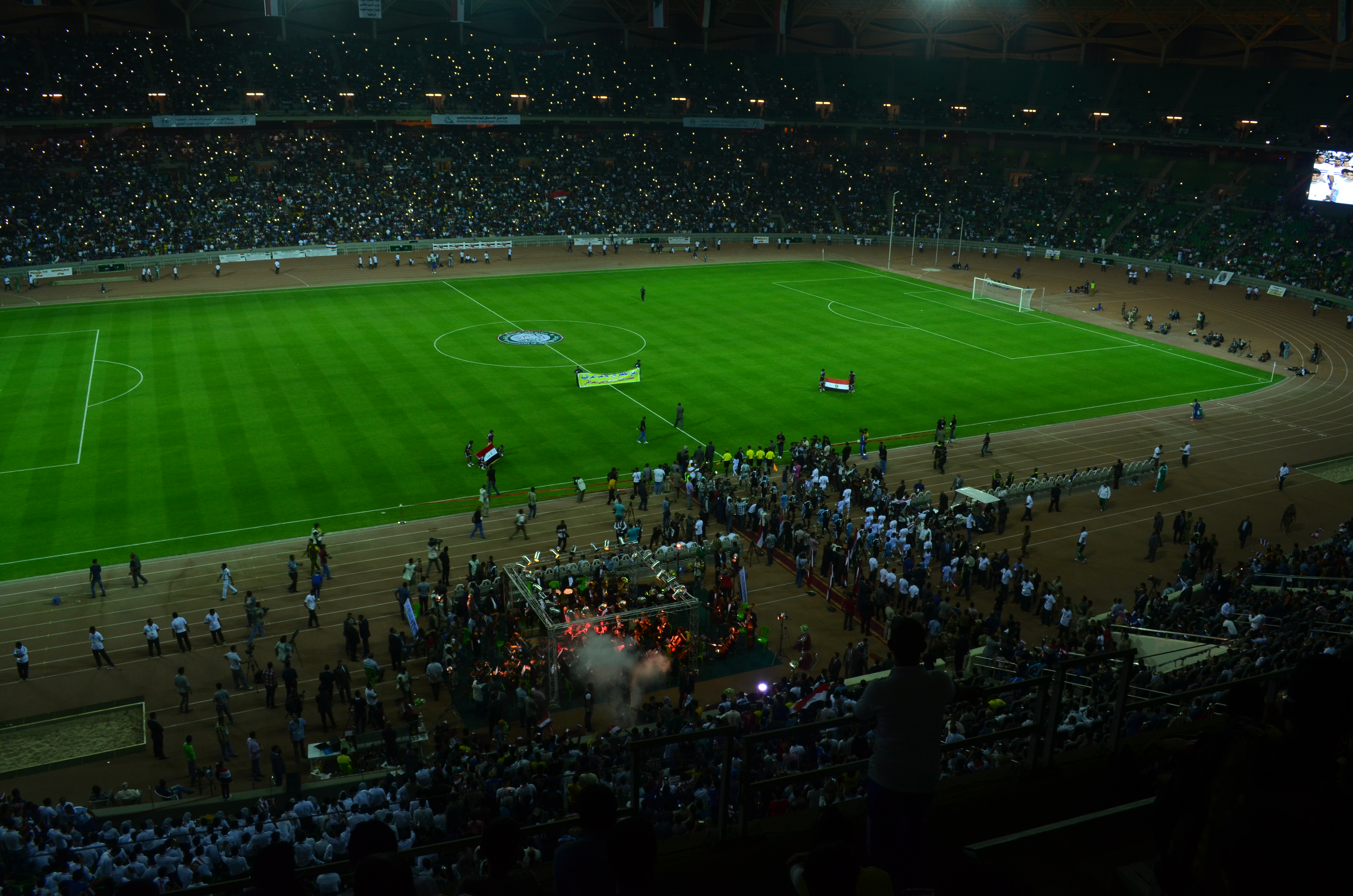
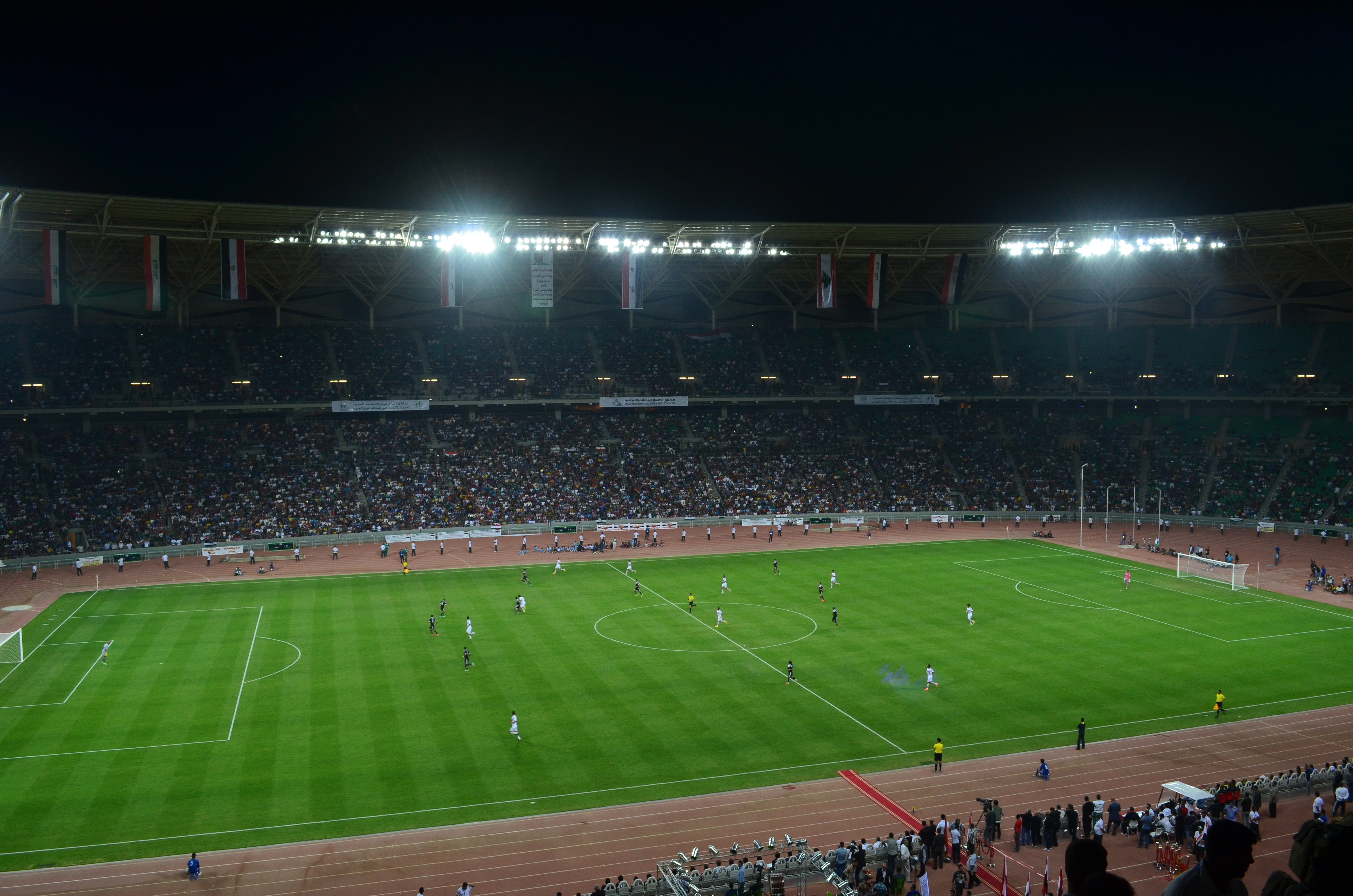

## رویداد ها
- ۲۰۱۸ – فینال ای‌اف‌سی کاپ ۲۰۱۸

- ۲۰۲۳ – بیست و پنجمین دوره جام ملت‌های خلیج